# Cyberspace and Reds
Albums de The Streets
Everything Is Borrowed
(2008) Computer and Blues
(2011)
Cyberspace and Reds est une compilation de morceaux du rappeur londonien Mike Skinner, mieux connu sous son nom de scène, The Streets. Il s'agit de son sixième disque.
Le disque sort le 24 janvier 2011.

## Histoire de l'album
En novembre 2010, Mike Skinner annonce via le site officiel de The Streets, qu'il sortira une compilation de morceaux, de mixs, intitulée Cyberspace and Reds, qui contient plusieurs enregistrements qu'il a réalisé depuis qu'il a finalisé l'album à paraître ultérieurement, Computer and Blues, qui était déjà pour lui, quelque chose de passé. la couverture de l'album est la première image que Mike Skinner poste sur son profil Twitter après l'annonce de l'ultime album. L'album était initialement pour n'est disponible qu'en format numérique via l'application The Streets sur iPhone. Les utilisateurs de l'application devaient scanner un code-barres sur le site. Trois jours après la sortie, une édition "deluxe" a été mise à disposition sur le site officiel. Il intègre une version retravaillée de Robots Are Taking Over, ainsi qu'un titre bonus intitulé At the Back of the Line.

## Le disque

### Liste des pistes
Les quatorze pistes de cet album sont :
| No  | Titre                                | Durée |
| --- | ------------------------------------ | ----- |
| 1.  | Came in Through the Door             | 3:07  |
| 2.  | 4 O'Clock                            | 3:47  |
| 3.  | Don't Hide Away                      | 3:13  |
| 4.  | Too Numb                             | 3:37  |
| 5.  | Backseat Bar                         | 5:26  |
| 6.  | Tidy Nice and Neat                   | 2:08  |
| 7.  | The Morning After the Day Off on One | 1:55  |
| 8.  | Cinema Bars                          | 2:52  |
| 9.  | Breakbeat Barz                       | 2:20  |
| 10. | Something to Hide                    | 2:14  |
| 11. | Robots Are Taking Over               | 2:26  |
| 12. | Cross That Line                      | 3:04  |
| 13. | Minding My Own                       | 3:01  |
| 14. | At the Back of the Line              | 2:01  |

### L’artwork
La pochette de l'album met en scène un ours et un ordinateur.